# 多姆泰夫

荷魯斯的四個兒子，頭部為胡狼者即是多姆泰夫。

在埃及神話中，多姆泰夫，或作朵母泰夫和多姆太夫（Duamutef，Tuamutef；Golden Dawn，Thmoomathph）是葬禮之神、荷魯斯的四個兒子之一，在他們看管的四個罐子（canopic jars）中他看管裝著胃的罐子。和他的兄弟們相同，都各自代表著一種動物，而多姆泰夫象徵胡狼或獵狗。艾西斯和奈芙蒂斯是他的守護者。
在古埃及墓穴中，多姆泰夫的陶偶像放在東面。

## 資料來源
1. 1 2  魯剛主編（1989年）：1033頁，《世界神話辭典》，瀋陽：遼寧人民出版社，ISBN 7-205-00960-X。